# Обсерватория Алжир-Куба
Обсерватория Алжир-Коуба — астрономическая обсерватория, основанная в 1883 году в пригороде Куба (сегодня являющейся общиной г. Алжир, Алжир).
Обсерватория была внесена в список кодов обсерваторий после 1986 года.

## Направления исследований
- Наблюдения комет и астероидов

## Основные достижения
- 110 астрометрических измерений опубликовано в 1883-1884 годах[2]